# Мале Малагово
Мале Мала́гово (рос. Малое Малагово) — присілок у складі Ярського району Удмуртії, Росія.

## Населення
Населення — 29 осіб (2010, 52 у 2002).
Національний склад станом на 2002 рік:
- удмурти — 90 %